# Bouclé

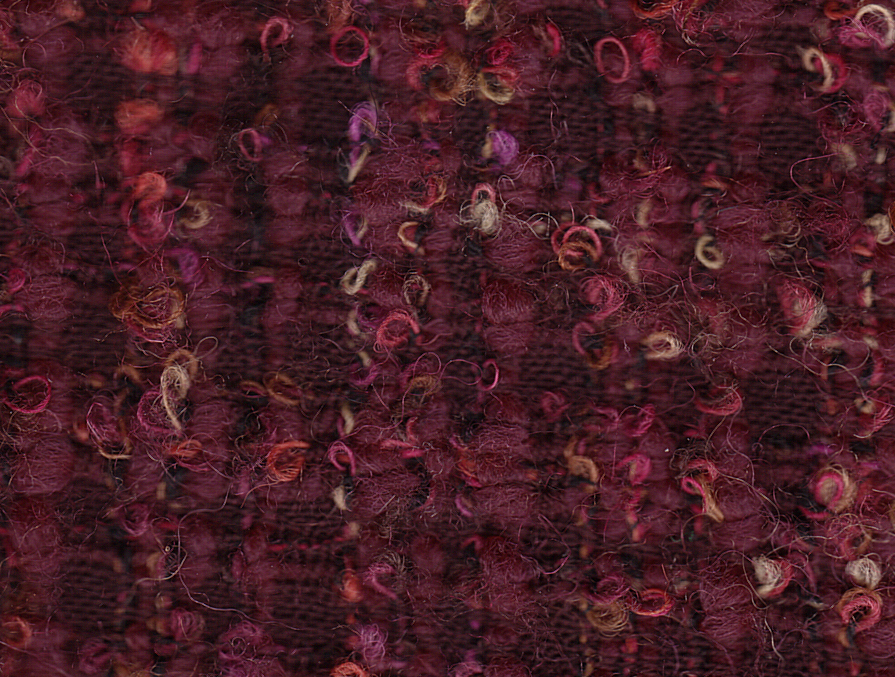
Bouclé-Gewebe

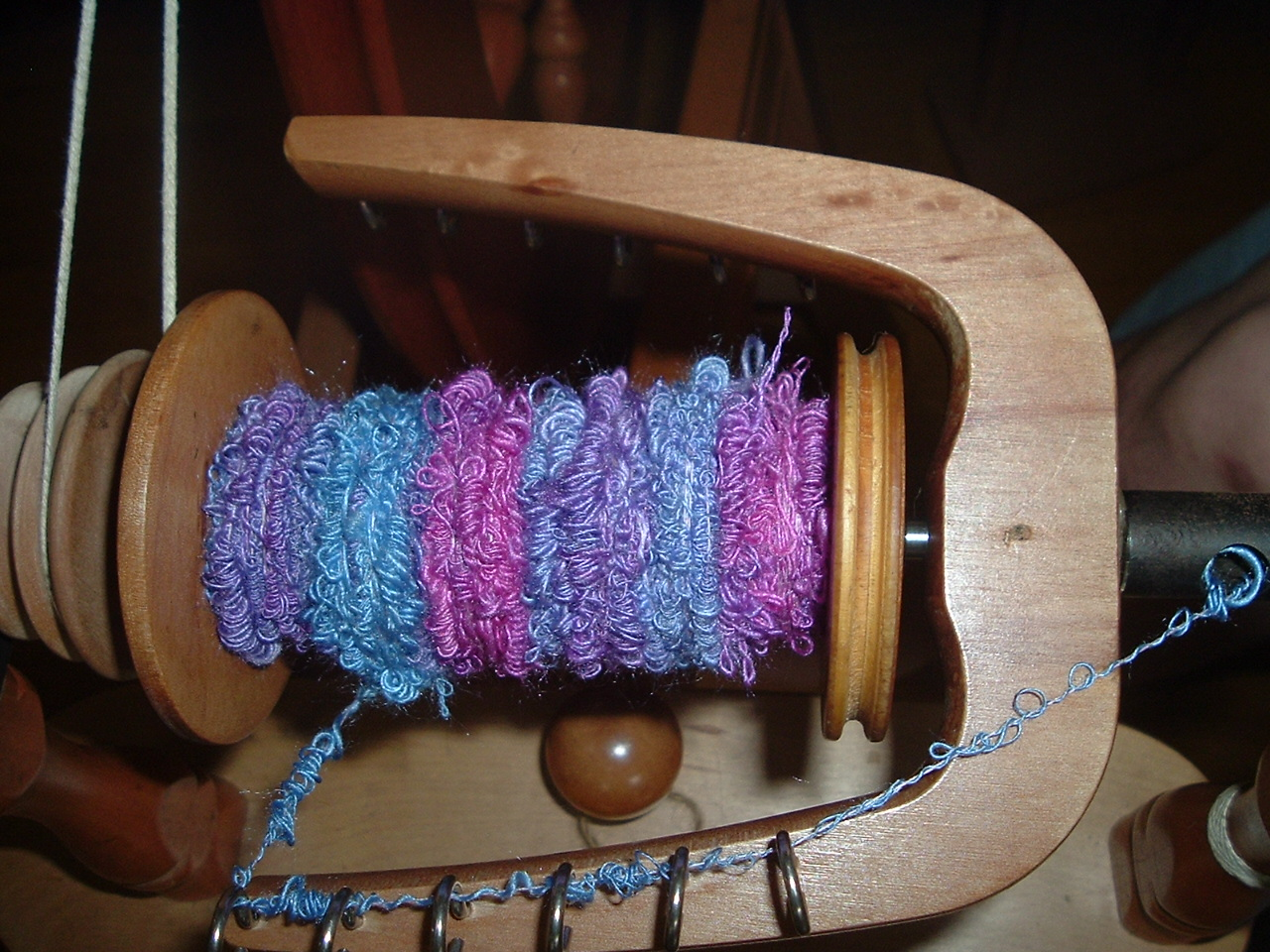
Bouclé-Garn

Bouclé (französisch bouclé ‚Ring‘, ‚Locke‘, ‚Schleife‘, ‚Schlinge‘) bezeichnet ein Gewebe, dessen Oberfläche der Ripsbindung ähnelt. Der Stoff kann für Kleider und Mäntel verwendet werden. Bouclé wird zum Teil oder zur Gänze aus Haargarn und Effektzwirn hergestellt, wobei oft Knoten, Noppen und Schlingen verwendet werden. Bouclé ist wenig empfindlich und knittert kaum.
Bouclégarn wurde früher auch aus Haaren von Hunden, Katzen und Kühen gesponnen und zu Teppichen verarbeitet.